# Mączniak prawdziwy róży

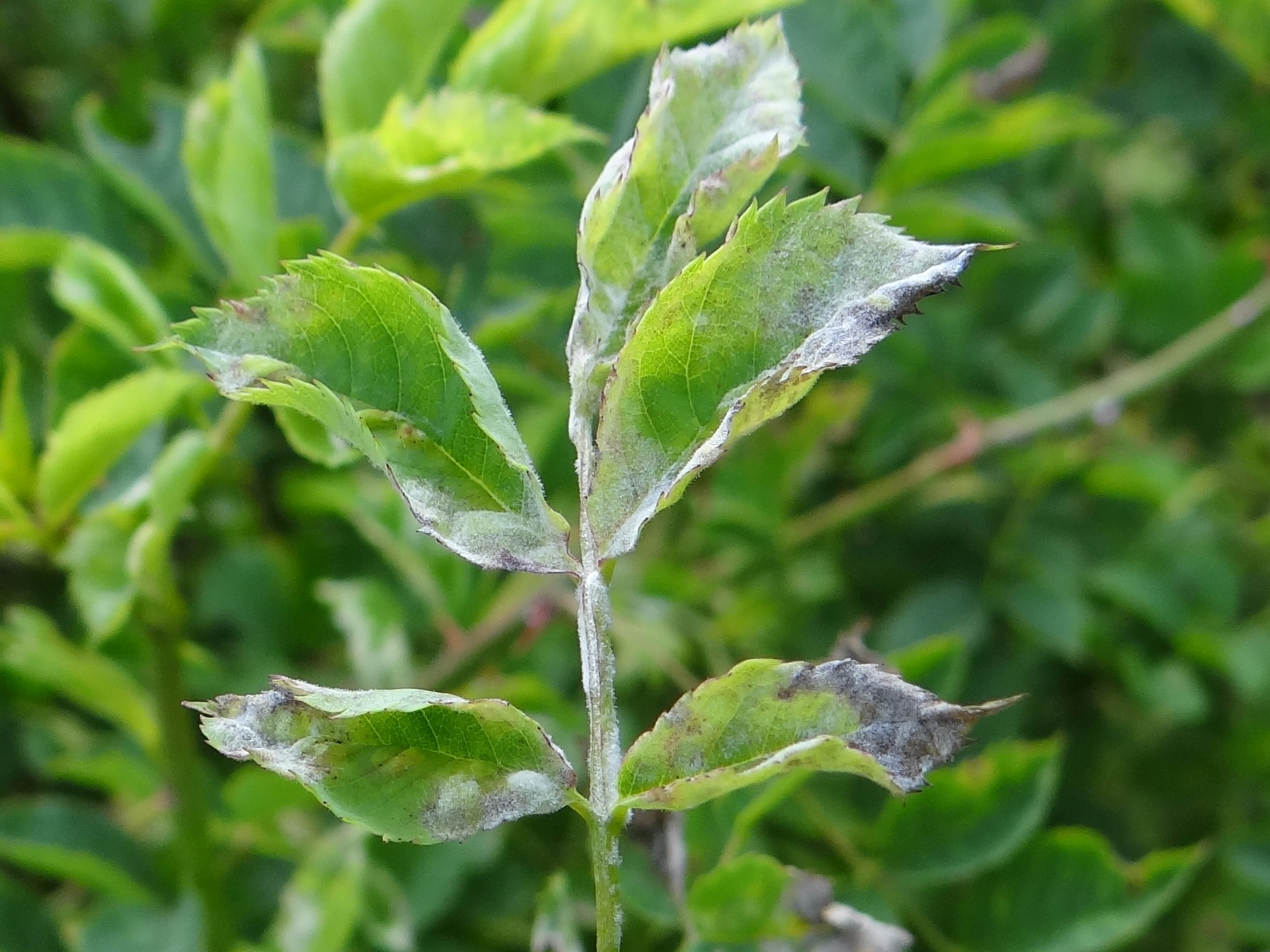
Objawy na liściu

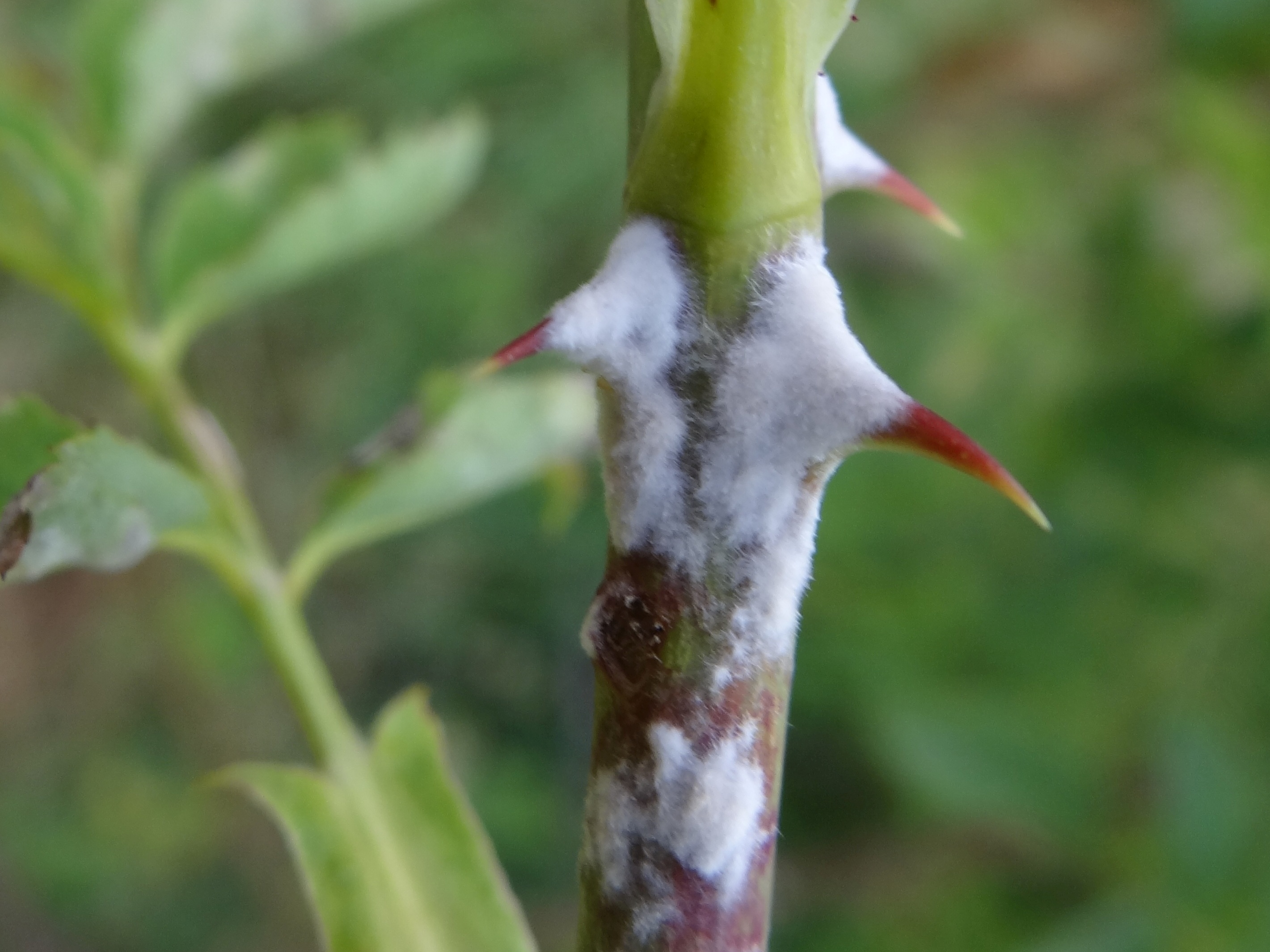
Objawy na pędzie

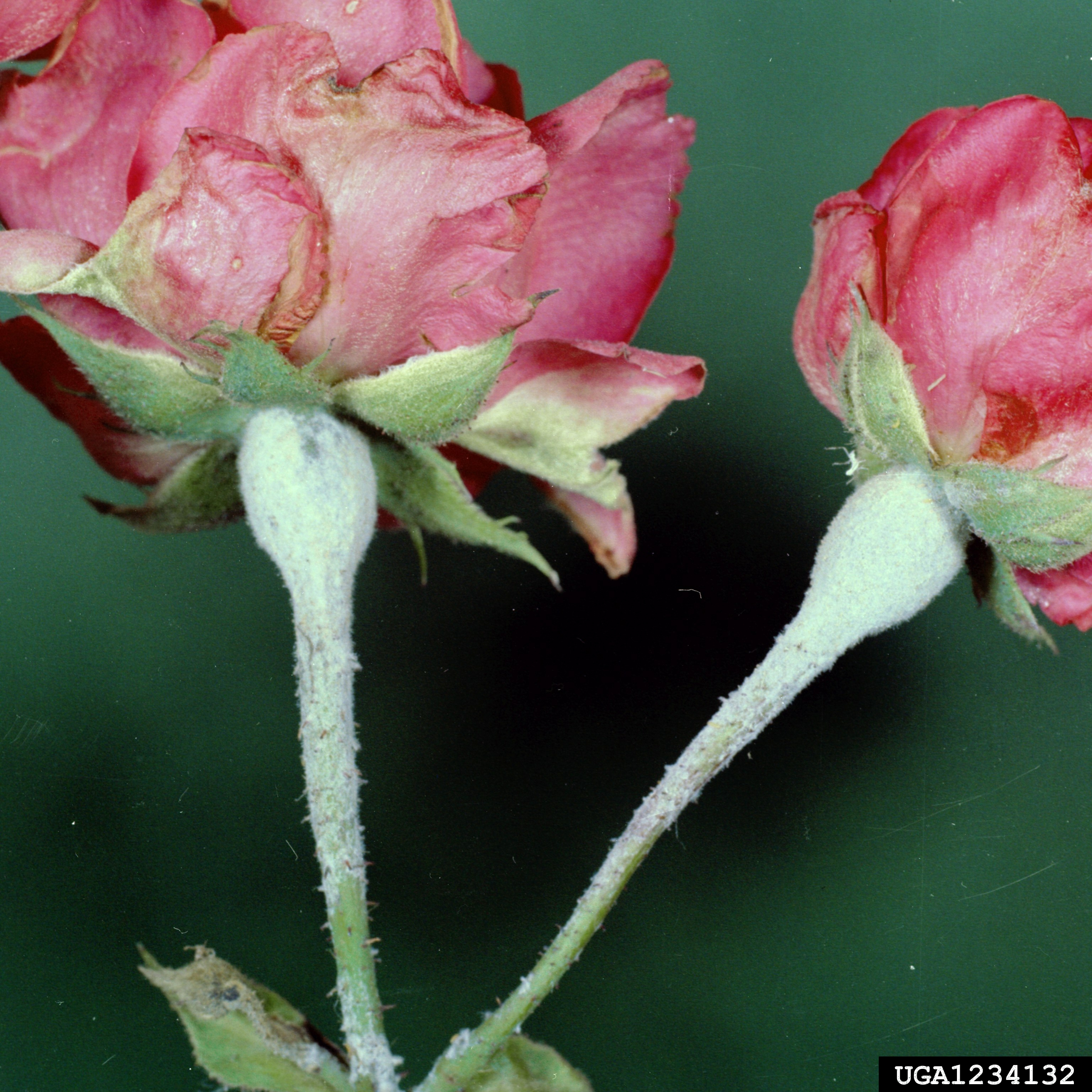
Objawy na szypułkach kwiatów

Mączniak prawdziwy róży – grzybowa choroba róż wywołana przez Podosphaera pannosa. Jest to jedna z chorób z grupy mączniaków prawdziwych. 

## Objawy i szkodliwość
Patogen atakuje pędy, pąki, liście i kwiaty róż. Pierwszym objawem choroby jest biały nalot, początkowo delikatny, później obfity, a na szypułkach i pąkach kwiatowych wojłokowaty. Porażone liście i pędy ulegają zniekształceniom i przedwcześnie opadają.
Jest to jedna z najgroźniejszych chorób róż. Występuje zarówno u róż uprawianych w szklarniach, jak i na polu. Na raz zainfekowanych różach pojawia się corocznie, powodując pogorszenie własności ozdobnych, zmniejszenie ilości kwiatów i ogólne osłabienie rośliny.

## Epidemiologia
Grzybnia Podosphaera pannosa zimuje na pąkach róż. W szklarniach choroba rozwija się również w zimie. Patogen tworzy dużą ilość zarodników konidialnych roznoszonych przez prądy powietrza. Najlepsze warunki do kiełkowania mają one przy temperaturze 20° C i względnej wilgotności powietrza 100%.

## Ochrona
Najlepszym sposobem jest uprawa kultywarów odpornych na tę chorobę. Zaleca się unikanie zagęszczenia roślin, przenawożenia i usuwanie silnie porażonych pędów. Przy uprawie kultywarów podatnych na tę chorobę, gdy patogen zainfekuje już rośliny, niezbędne jest zwalczanie chemiczne. Używa się do tego celu siarki (Siarkol), oraz  fungicydów zawierających związki triazolowe (propikonazol, tetrakonazol, difenokonazol, myklobutanil), chloronitrylowe (chlorotalonil), hydroksypirymidynowe (bupirymat).